# جداره کریمی
جداره کریمی مربوط به دوره پهلوی اول است و در تبریز، خیابان شریعتی شمالی، کوچه دکتر نوایی (پست خانه قدیم) واقع شده و این اثر در تاریخ ۳۰ بهمن ۱۳۸۶ با شمارهٔ ثبت ۲۱۰۹۲ به‌عنوان یکی از آثار ملی ایران به ثبت رسیده است.